# Infrastrukturministerium
Infrastrukturministerium nennt man ein Ministerium mit dem Portefeuille der staatlichen beziehungsweise öffentlichen Infrastruktur.
Ähnliche Ressorts sind auch Bauministerien, Technologieministerien und wirtschaftlich orientierte Planungs-/Entwicklungsministerien (Infrastrukturerneuerung), sonst finden sich die Agenden auch oft an einem allgemeineren Wirtschaftsministerium.

Speziellere Infrastrukturministerien sind etwa das Ministerium für öffentliche Arbeiten (öffentliches Bauwesen), Verkehrsministerien (Verkehrsinfrastruktur), Energieministerien (Energieversorgung), modernere Kommunikationsministerien (Ausbau der digitalen Infrastruktur, Nachfolger der Rundfunk- und Postministerien), oder Bergbauministerien, Wasserministerien und andere Angelegenheiten der Versorgung und Abwicklung natürlicher Ressourcen (auch Industrieministerien), Sozialinfrastruktur bei Sozialministerien, Bildungsinfrastruktur bei Bildungsministerien.

## Liste
- seit: Behörde besteht so seit / gegr.: eigenständiges Portefeuille geschaffen
- Leiter: Titel des Amtes, allfällig Link auf eine Liste (Spalte sortiert nach Amtsbezeichnung und Ressort)

Stand: 1/2014
| Land                   | Ministerium                                                                                  | kurz          | seit | Portefeuilles und Anmerkungen                                                | gegr.                                     | Leiter                                                                         |
| ---------------------- | -------------------------------------------------------------------------------------------- | ------------- | ---- | ---------------------------------------------------------------------------- | ----------------------------------------- | ------------------------------------------------------------------------------ |
| Deutschland            |                                                                                              |               |      |                                                                              |                                           |                                                                                |
| Mecklenburg-Vorpommern | Ministerium für Energie, Infrastruktur und Landesentwicklung                                 | VM            | 2011 | Energie, Landesentwicklung, Bauwesen, Digitalisierung                        | 2011 (Infrastruktur)                      | Minister für Infrastruktur                                                     |
| Thüringen              | Thüringer Ministerium für Infrastruktur und Landwirtschaft                                   | TMIL          | 2004 | Bauwesen, Verkehr, Infrastruktur und Landwirtschaft                          | 2004                                      |                                                                                |
| Brandenburg            | Ministerium für Infrastruktur und Landesplanung                                              | MIL           | ?    | Infrastruktur und Landesplanung                                              | ?                                         | Minister für Infrastruktur und Landesplanung                                   |
| international          |                                                                                              |               |      |                                                                              |                                           |                                                                                |
| Brasilien              | Ministério da Infraestrutura                                                                 | MInfra        | 2019 | Infrastrukturministerium, hervorgegangen aus dem Verkehrsministerium         | 2019                                      | Ministro da Infraestrutura                                                     |
| Gambia                 | Ministerium für Bauwesen und Infrastruktur                                                   | MoWCI         | ?    | Bauwesen und Infrastruktur                                                   | ?                                         |                                                                                |
| Frankreich             | Ministère de l'Écologie, du Développement durable et de l'Énergie                            | MEDDE         | 2012 | Umwelt, Nachhaltigkeit und Energie (mit öffentliche Arbeiten, Verkehr u. a.) | ?                                         | Ministre de l'Équipement (als eigenes Amt 1966–2007)                           |
| Italien                | Ministero delle Infrastrutture e dei Trasporti                                               | MIT           | 2008 | Transport und Infrastruktur                                                  | ?                                         | Ministro delle Infrastrutture                                                  |
| Jamaika                | Ministry of Industry, Investment and Commerce                                                | MIIC          | ?    | Industrie, Investitionen und Handel                                          | ?                                         |                                                                                |
| Japan                  | 国土交通省 / Kokudo-Kōtsū-shō (Ministry of Land, Infrastructure, Transport and Tourism)      | MLIT          | 2008 | Land, Infrastruktur, Transport und Tourismus (letzteres seit 2008)           | 2001 (国土交通省 / Kokudo-Kōtsū)          | 国土交通大臣, Kokudo-kōtsū-daijin                                              |
| Liechtenstein          | Ministerium für Infrastruktur und Justiz                                                     |               |      |                                                                              |                                           | Minister für Infrastruktur und Justiz                                          |
| Niederlande            | Ministerie van Infrastructuur en Waterstaat                                                  | IenW          | 2017 | Infrastruktur und Wasserwirtschaft                                           | 2010 (Infrastructuur)                     | Minister van Infrastructuur                                                    |
| Österreich             | Bundesministerium für Verkehr, Innovation und Technologie (genannt Infrastrukturministerium) | BMVIT (bmvit) | 2000 | Verkehr, Innovation und Technologie                                          | 2000 (Verkehr, Innovation u. Technologie) | Bundesminister für Verkehr, Innovation und Technologie (Infrastrukturminister) |
| Ruanda                 | Ministry of Infrastructure                                                                   | MININFRA      | ?    |                                                                              | ?                                         |                                                                                |
| Schweden               | Infrastrukturdepartementet (Ministerium für Infrastruktur)                                   |               | 1920 | Infrastruktur                                                                |                                           |                                                                                |
| Spanien                | Ministerio de Fomento                                                                        | –             | 1996 | Infrastruktur                                                                | 1832 (Fomento General)                    | Ministro de Fomento                                                            |

## Historische Behörden
- Spanien:[7] 1832 Secretaría de Despacho de Fomento General del Reino (‚Staatskanzlei für den Aufbau[6] des Reiches‘), 1833 Ministerio de Fomento General del Reino, 1834 in Ministerio de Interior (Innenministerium) übergeführt; wiedergegründet 1847 als Ministerium für öffentliche Arbeiten mit diversen Namen, aus dem das heutige Ministerio de Fomento schließlich hervorging